# Rosamunde Pilcher
Rosamunde Pilcher [ˈɹəʊzəmʊnd ˈpʰɪɫtʃʰə] (Lelant, 1924. szeptember 22. – 2019. február 6. ) szerelmes regényeiről ismert brit írónő, aki Jane Fraser írói álnéven is írt könyveket.

## Művei

### Regények

#### Jane Fraser néven
- Half-Way To The Moon (1949)
- The Brown Fields (1951)
- Dangerous Intruder (1951)
- Young Bar (1952)
- A Day Like Spring (1953)
- Dear Tom (1954)
- Bridge of Corvie (1956)
- A Family Affair (1958)
- The Keeper's House (1963)
- A Long Way from Home (1963)

#### Rosamunde Pilcher néven
- A Secret to Tell (1955)
- On My Own (1965)
- Az alvó oroszlán (Sleeping Tiger, 1967)
- Más szemmel (Another View, 1968)
- Elmúlt a nyár (The End of Summer, 1971)
- Áprilisi hóvihar (Snow in April, 1972)
- Ház a tengerparton (The Empty House, 1973)
- Tengeri szél (The Day of the Storm, 1975)
- Az ikrek jegyében (Under Gemini, 1976)
- Kisded játékok (Wild Mountain Thyme, 1978)
- Tengerparti románc (The Carousel, 1982)
- Nyáridő (Voices in Summer, 1984)
- Kagylókeresők (The Shell Seekers, 1987)
- Szeptember (September, 1990)
- Otthon (Coming Home, 1995)
- The Key (1996)
- Shadows (1999)
- Téli napforduló (Winter Solstice, 2000)

### Elbeszélések
- A kék hálószoba (The Blue Bedroom and Other Stories, 1985)
- Virág az esőben (Flowers in the Rain: And Other Stories, 1991)
- The Blackberry Day: And Other Stories (1992)
- World of Rosamunde Pilcher (1995)
- Christmas with Rosamunde Pilcher (1998)

## Magyarul
- Kagylókeresők; ford. Kocsis Anikó, Antal Gábor; Interjú, Bp., 1991
- Az ikrek jegyében; ford. Kiss Zsuzsa; Magyar Könyvklub, Bp., 1993
- Nyáridő; ford. Környei Tibor; Magyar Könyvklub, Bp., 1993
- Szeptember; ford. Zentai Éva; Magyar Könyvklub, Bp., 1994
- Kisded játékok; ford. N. Kiss Zsuzsa; Magyar Könyvklub–Officina Nova, Bp., 1995
- Tengerparti románc; ford. Kocsis Anikó; Magyar Könyvklub, Bp., 1995
- Elmúlt a nyár. Mondóka; ford. Borbás Mária; Magyar Könyvklub, Bp., 1996
- Ház a tengerparton; ford. Borbás Mária; Magyar Könyvklub, Bp., 1996
- Otthon, 1-2.; Magyar Könyvklub, Bp., 1997
  - 1. köt.; ford. Borbás Mária
  - 2. köt.; ford. Kiss Zsuzsa
- Más szemmel; ford. Borbás Mária; Magyar Könyvklub, Bp., 1998
- Áprilisi hóvihar; ford. Szűr-Szabó Katalin, Zentai Éva; Magyar Könyvklub, Bp., 1998
- Virág az esőben. Elbeszélések; ford. Zentai Éva; Magyar Könyvklub, Bp., 1999
- A kék hálószoba. Elbeszélések; ford. Borbás Mária; Magyar Könyvklub, Bp., 1999
- Téli napforduló; ford. Szűr-Szabó Katalin; Magyar Könyvklub, Bp., 2000
- Téli napforduló; ford. Koncz Éva; Reader's Digest, Bp., 2001 (Válogatott könyvek)
- Kagylókeresők; ford. Tóth Judit; Ulpius-ház, Bp., 2009
- Tengeri szél; ford. Borbás Mária; Ulpius-ház, Bp., 2012
- Az alvó oroszlán; ford. Zentai Éva; Ulpius-ház, Bp., 2013